# Открила сам шпијуна
Открила сам шпијуна (енгл. My Spy) је амерички акционо-хумористички филм чији је режисер Питер Сигал, написали Џон и Ерик Хобер и главне улоге тумаче Дејв Батиста, Клои Колман, Кристен Шал, Париса Фиџ-Хенли и Кен Џонг. Филм прати Ција агента који се на милост и немилост прерано развијене деветогодишње девојчице из породице коју он и његова техничка подршка надгледају у тајности.
Открила сам шпијуна је објављен у биоскопима 9. јануара 2020. у Аустралији од стране студија STX Entertainment. Дана 8. априла 2020, дистрибутерска права за филм је купио студио Amazon Studios због тога што је пандемија ковида 19 затворила биоскопе широм света. Филм је затим дигитално објављен на стриминг услузи Prime Video и у одабраним америчким биоскопима 26. јуна 2020. Добио је помешан пријем критичара. У Србији је филм објављен 12. марта 2020. у биоскопима и стриминг услузи Prime Video.

## Радња
Радња прати Џеј Џеја, чврстог Ција оперативца (Дејв Батиста), који је деградиран и налази се на милости и немилости прерано развијене деветогодишње девојчице по имену Софи (Клои Колман) након што је послат на тајни задатак да недгледа њену породицу. У замену да не уништи Џеј Џејев задатак, Софи користи свој шарм и разум како би га убедила да проводи време са њом и научи је како да буде шпијун.

## Улоге
| Глумац              | Улога         |
| ------------------- | ------------- |
| Дејв Батиста        | Џеј Џеј       |
| Клои Колман         | Софи          |
| Кристен Шал         | Боби          |
| Париса Фиц-Хенли    | Кејт          |
| Кен Џеонг           | Дејвид Ким    |
| Девер Роџерс        | Карлос        |
| Грег Брајк          | Виктор Маркез |
| Никола Кореја-Дамуд | Кристина      |
| Ноа Денби           | Тод           |